# Starosiedlice
Starosiedlice (prononciation : [starɔɕɛdˈlit͡sɛ]) est un village polonais de la gmina d'Iłża dans le powiat de Radom de la voïvodie de Mazovie dans le centre-est de la Pologne.
Il se situe à environ 3 kilomètres au nord-ouest d'Iłża (siège de la gmina), 25 kilomètres au sud de Radom (siège de le powiat) et à 116 kilomètres au sud de Varsovie (capitale de la Pologne).
Le village compte approximativement une population de 289 habitants en 2009.

## Histoire
De 1975 à 1998, le village appartenait administrativement à la voïvodie de Radom.